# Hydropsyche sappho
Hydropsyche sappho är en nattsländeart som beskrevs av Malicky 1976. Hydropsyche sappho ingår i släktet Hydropsyche och familjen ryssjenattsländor. Inga underarter finns listade i Catalogue of Life.